# Aloe x vryheidensis
Aloe x vryheidensis é uma espécie de liliopsida do gênero Aloe, pertencente à família Asphodelaceae.